# Jehoster
Ne doit pas être confondu avec Jehanster.
Jehoster est un hameau de la commune belge de Theux située en Région wallonne dans la province de Liège.
Avant la fusion des communes de 1977, le hameau faisait partie de la commune de La Reid.

## Situation
Ce hameau ardennais se situe dans un environnement de prairies entre les hameaux de Desnié, Banoyard et Hautregard et le village de La Reid qui se trouve au nord à une distance de 2 km.

## Description
Jehoster est caractérisé par la présence de plusieurs importantes fermes et d'anciennes chapelles sur son territoire. Parmi celles-ci, on peut citer :
- la ferme de la Chapelle appelée aussi le château de Jehoster est une ferme-château fortifiée datant de 1660 et bâtie sur les ruines d'un château du début du XVIe siècle[1]. Devant l'allée menant au porche de cette ferme, se trouve la chapelle du Bon Air construite en 1671. Elle est composée d'une nef de deux travées terminée par un chœur à trois pans[2].
- la ferme de la Porte de Fer est une ferme en carré datant du XVIIe siècle construite en moellons de grès et calcaire dans un style Renaissance liégeoise. Elle doit son nom à sa porte d'entrée qui était recouverte d’une plaque de fer blindée lors des guerres du XVIIIe siècle.
- la ferme du Haut-Marais à proximité de laquelle se trouve la charmille du Haut-Marais.

## Activités
Derrière la ferme de la Chapelle, le centre équestre de Spa et l'école d'équitation comprennent plusieurs manèges couverts et pistes extérieures.